# Veronica Hazelhoff
Veronica Paula Maria (Veronica) Hazelhoff-Franken (Groenekan, 22 februari 1947 – Utrecht, 1 juli 2009) was een Nederlandse schrijfster van kinderboeken.
Hazelhoff groeide op tussen boeken, haar vader was vertegenwoordiger bij uitgeverij Het Spectrum, en ze hield zich al vroeg bezig met schrijven. Op haar zestiende verliet ze de middelbare school om aan de kunstacademie een opleiding voor grafisch ontwerper te volgen. In 1980 publiceerde ze haar eerste verhaal in het jeugdtijdschrift Taptoe, een jaar later debuteerde ze met Nou moe!. Dit boek en haar komende twee boeken gingen over Maartje. Twee van de drie delen werden bekroond.
Na Maartje concentreerde Hazelhoff zich op het schrijven over jonge mensen op zoek naar hun identiteit. Vanaf Veren zijn stijl en vertelvorm van haar romans en novellen subtieler, poëtisch en ingetogen tegelijk.
Zowel door haar productiviteit als door de kwaliteit van haar adolescentenromans, hoorspelen en theaterteksten neemt Hazelhoff een belangrijke plaats in in de jeugdliteratuur. Dat terwijl een ernstige vorm van reuma haar zeer hinderde bij het schrijven. In haar laatste boek Bezoek van Mister P was ze al openhartig over haar eigen ziekte. Ze liet de hoofdpersoon lijden aan een erge vorm van jeugdreuma, terwijl haar eigen reuma in hevigheid toenam. Op 1 juli 2009 overleed ze in het UMC Utrecht.